# Dyrehaven (dokumentarfilm)
|  | Denne artikel er oprettet af botten Steenthbot ud fra en ekstern database. Den kan derfor have sproglige fejl eller mangler. Denne skabelon kan fjernes efter kontrol af indholdet. |

Dyrehaven er en dansk dokumentarisk optagelse fra 1925.

## Handling
Optagelser af Dyrehavens hjortebestand på Eremitagen.